# Oligofrenologopedia
Oligofrenologopedia – dział logopedii zajmujący się diagnozowaniem oraz terapią zaburzeń mowy u osób z niepełnosprawnością intelektualną.